# باردزراشن (شیراک)
باردزراشن (به ارمنی: Բարձրաշեն) یک روستا در ارمنستان است که در استان شیراک واقع شده‌است. باردزراشن در کیلومتری شمال گیومری، مرکز استان شیراک واقع شده‌است.

## خصوصیات
باردزراشن ۴۰ نفر جمعیت دارد و در ارتفاع متر بالاتر از سطح دریا قرار گرفته‌است.